# This Is Not the World
This Is Not the World – trzeci studyjny album The Futureheads wydany 26 maja 2008 roku nakładem własnej wytwórni Nul Records.

## Lista utworów
1. „The Beginning of the Twist” – 3:36
2. „Walking Backwards” – 3:53
3. „Think Tonight” – 3:29
4. „Radio Heart” – 3:02
5. „This Is Not the World” – 3:34
6. „Sale of the Century” – 3:23
7. „Hard to Bear” – 3:07
8. „Work Is Never Done” – 3:20
9. „Broke Up the Time” – 3:14
10. „Everything's Changing Today” – 3:06
11. „Sleet” – 3:08
12. „See What You Want” – 2:42